# Abscisse curviligne
 (mars 2013).
Si vous disposez d'ouvrages ou d'articles de référence ou si vous connaissez des sites web de qualité traitant du thème abordé ici, merci de compléter l'article en donnant les références utiles à sa vérifiabilité et en les liant à la section « Notes et références ».
En mathématiques, et plus précisément en géométrie différentielle, l'abscisse curviligne est une sorte de variante algébrique de la longueur d'un arc. On se donne une origine à partir de laquelle on calcule les longueurs, en les munissant d'un signe pour se situer de façon bien déterminée sur la courbe : à telle distance avant ou après le point initial. L'abscisse curviligne est donc l'analogue, sur une courbe, de l'abscisse sur une droite orientée.
Pour les arcs réguliers, l'abscisse curviligne permet de reparamétrer la courbe de façon à s'affranchir des considérations sur la vitesse de parcours. C'est la première opération permettant de définir des notions attachées à la courbe, indépendamment du paramétrage choisi.

## Élément de longueur
On considère un arc paramétré de classe {\displaystyle {\mathcal {C}}^{1}} donné par la fonction :
{\displaystyle \mathrm {\overrightarrow {OM}} ={\vec {f}}(t)}
pour t variant dans un segment {\displaystyle [a,b]}. Le vecteur déplacement infinitésimal est :
{\displaystyle \mathrm {d\,{\overrightarrow {OM}}} ={\frac {\mathrm {d} {\vec {f}}}{\mathrm {d} t}}\,\mathrm {d} t}.
Notons sa norme {\displaystyle \mathrm {d} s} :
{\displaystyle \mathrm {d} s=\left\|{\frac {\mathrm {d} {\overrightarrow {f}}}{\mathrm {d} t}}\right\|\,\mathrm {d} t}.
C'est la longueur élémentaire parcourue pendant l'intervalle de temps {\displaystyle \mathrm {d} t} (> 0), ou élément de longueur. La longueur de l'arc est obtenue en sommant ces longueurs élémentaires :
{\displaystyle L=\int \mathrm {d} s=\int _{a}^{b}\left\|{\frac {\mathrm {d} {\vec {f}}}{\mathrm {d} t}}\right\|\,\mathrm {d} t}.

### Dans le plan
On se place pour ce calcul dans le plan euclidien, rapporté à un repère orthonormé {\displaystyle ({\vec {e}}_{x},{\vec {e}}_{y})} :
{\displaystyle {\vec {f}}(t)=x(t)\,{\vec {e}}_{x}+y(t)\,{\vec {e}}_{y}}
donc :
{\displaystyle {\frac {\mathrm {d} {\vec {f}}}{\mathrm {d} t}}={\frac {\mathrm {d} x}{\mathrm {d} t}}\,{\vec {e}}_{x}+{\frac {\mathrm {d} y}{\mathrm {d} t}}\,{\vec {e}}_{y}},
d'où :
{\displaystyle \left\|{\frac {\mathrm {d} {\vec {f}}}{\mathrm {d} t}}\right\|^{2}=\left({\frac {\mathrm {d} x}{\mathrm {d} t}}\right)^{\!2}+\left({\frac {\mathrm {d} y}{\mathrm {d} t}}\right)^{\!2}},
formule qu'on peut résumer en exprimant le carré de la longueur infinitésimale sous la forme :
- {\displaystyle \mathrm {d} s^{2}=\mathrm {d} x^{2}+\mathrm {d} y^{2}}.

En coordonnées polaires {\displaystyle (r,\theta }), la formule précédente devient :
- {\displaystyle \mathrm {d} s^{2}=\mathrm {d} r^{2}+r^{2}\mathrm {d} \theta ^{2}}.

### Dans l'espace
De façon similaire :
- {\displaystyle \mathrm {d} s^{2}=\mathrm {d} x^{2}+\mathrm {d} y^{2}+\mathrm {d} z^{2}} en coordonnées cartésiennes {\displaystyle (x,y,z)} ;
- {\displaystyle \mathrm {d} s^{2}=\mathrm {d} r^{2}+r^{2}\mathrm {d} \varphi ^{2}+\mathrm {d} z^{2}} en coordonnées cylindriques {\displaystyle (r,\varphi ,z)};
- {\displaystyle \mathrm {d} s^{2}=\mathrm {d} \rho ^{2}+\rho ^{2}\mathrm {d} \theta ^{2}+\rho ^{2}\sin ^{2}\theta \,\mathrm {d} \varphi ^{2}} en coordonnées sphériques {\displaystyle \rho ,\theta ,\varphi } ;

### Dans un espace euclidien àndimensions
De même :
- {\displaystyle \mathrm {d} s^{2}=\mathrm {d} x_{1}^{2}+\mathrm {d} x_{2}^{2}+...+\mathrm {d} x_{n}^{2}} en coordonnées cartésiennes {\displaystyle (x_{1},x_{2},\dots ,x_{n})}.

Pour donner à ces formules un sens rigoureux, il faudrait introduire les notions générales de forme quadratique et de tenseur métrique. Pour obtenir les formules usuelles, il suffit cependant de manipuler l'interprétation en termes d'éléments de longueur infinitésimaux.

## Abscisse curviligne
On procède à une introduction plus soigneuse de l'abscisse curviligne qui est la quantité s déjà rencontrée dans les formules telles que {\displaystyle \mathrm {d} s^{2}=\mathrm {d} x^{2}+\mathrm {d} y^{2}+\mathrm {d} z^{2}}.
L'arc paramétré f est supposé de classe {\displaystyle {\mathcal {C}}^{1}} et régulier (vecteur dérivé non nul en chaque point), à valeurs dans un espace euclidien. On se donne un point de référence {\displaystyle t_{0}} et on appelle abscisse curviligne d'origine {\displaystyle t_{0}}
{\displaystyle s(t)=\int _{t_{0}}^{t}\left\|{\frac {\mathrm {d} {\overrightarrow {f}}(\tau )}{\mathrm {d} \tau }}\right\|\mathrm {d} \tau }
Cette quantité existe bien comme primitive d'une fonction continue. Elle correspond à la longueur de la courbe entre {\displaystyle t_{0}} et t, avec un signe qui indique si on est avant ou après le point origine.

## Vecteur tangent unitaire
Si le paramètre t s'interprète comme le temps, le vecteur dérivé devient un vecteur vitesse. Il a pour norme v vitesse scalaire. Il est donc de la forme
{\displaystyle {\frac {\mathrm {d} {\overrightarrow {f}}}{\mathrm {d} t}}=v{\overrightarrow {T}}\qquad {\hbox{ avec }}v={\frac {\mathrm {d} s}{\mathrm {d} \mathrm {t} }}}
Le vecteur {\displaystyle {\overrightarrow {T}}} ainsi introduit est appelé vecteur tangent unitaire. Il est dirigé dans le sens du mouvement.
Effet d'un changement de paramètre
Quand on change de paramètre en respectant l'orientation, les notions d'abscisse curviligne et de longueur sont inchangées. On peut le voir en utilisant la formule de changement de variable dans l'intégrale qui définit s. Ainsi la notion de vecteur tangent unitaire est également inchangée.

## Paramétrage normal
On peut notamment choisir comme paramètre l'abscisse curviligne elle-même.
Dans ce nouveau paramétrage, appelé paramétrage normal, le vecteur dérivé est de norme 1 en chaque point. On parcourt donc l'arc à vitesse uniforme.
Ce qui donne une autre interprétation du vecteur tangent unitaire : c'est le vecteur vitesse qu'on obtient en reparamétrant par l'abscisse curviligne.
{\displaystyle {\frac {\mathrm {d} {\overrightarrow {f}}}{\mathrm {d} s}}={\overrightarrow {T}}(s)}
On peut ensuite bâtir les autres éléments du repère de Frenet et introduire la notion de courbure.